# Franka Anić
Franka Anić (* 5. Februar 1991 in Split, SR Kroatien, SFR Jugoslawien) ist eine slowenische Taekwondoin kroatischer Herkunft. Sie startet in der Gewichtsklasse bis 67 Kilogramm.
Anić nimmt seit dem Jahr 2008 an internationalen Turnieren teil und bestritt bei der Europameisterschaft 2010 in Sankt Petersburg ihre ersten internationalen Titelkämpfe, schied jedoch in ihrem Auftaktkampf aus. Auch bei der Weltmeisterschaft 2011 in Gyeongju und der Europameisterschaft 2012 in Manchester musste sie Erstrundenniederlagen hinnehmen.
Erfolgreich war Anić im Januar 2012 beim europäischen Olympiaqualifikationsturnier in Kasan. Sie gewann in der Gewichtsklasse bis 67 Kilogramm den entscheidenden Kampf um den dritten Platz und qualifizierte sich für die Olympischen Spiele 2012 in London. Dort unterlag sie im Kampf um die Bronzemedaille der Amerikanerin Paige McPherson.
Anić lebt in Korčula, Kroatien.